# 怪獸8號
《怪獸8號》是松本直也所創作的日本漫畫，由2020年7月3日至2025年7月18日於集英社旗下的網上漫畫平台少年Jump+連載。原本是逢星期五更新，由2021年7月（第39話）起暫時改為隔週星期五更新。
本作為少年Jump+史上最快達到3,000萬觀看次數的作品，跟《SPY×FAMILY間諜家家酒》同為少年Jump+的代表作品。截至2022年3月，累積發行量超過670萬本，在少年Jump+上的閱覽次數超過1.5億次，接連打破少年Jump+的紀錄。

## 故事

### 劇情
日本是怪獸出現率在世界上名列前茅的「怪獸強國」。日比野卡夫卡，32歲，任職怪獸清潔公司，做着怪物屍體清潔工的工作。他在小時候跟兒時好友亞白米娜約定「一起消滅所有怪獸」。到現在，米娜已經成為日本防衛隊第3部隊的隊長，反觀自己已經放棄加入防衛隊的夢想，過着平庸的生活。卡夫卡的公司來了個新人——市川雷諾。市川跟以前的卡夫卡一樣，以加入防衛隊為目標。市川告訴卡夫卡，防衛隊招募的年齡限制提升到33歲，換言之，卡夫卡還有挑戰夢想的機會。此時，他們被怪獸襲擊，危急之際被米娜帶領的第3部隊相救。他們在醫院養傷時，卡夫卡被一隻神秘的生物侵蝕，將他的身體變成了一隻怪獸──其後被命名為「怪獸8號」。卡夫卡變成的怪獸雖然仍然保有人類的意識，但力量跟怪獸無異。他以怪獸之力救了市民之後，看到自己跟米娜並肩作戰的願景，決意加入防衛隊。
卡夫卡和雷諾一同參與防衛隊的考核，在那裏遇見天才少女——四之宮奇可露。奇可露以她強大的實力消滅考試中的大部份目標怪獸。此時，理應安全的考試場地中出現一隻能夠說話的怪獸（後被命名為「怪獸9號」）。牠復活場內所有怪獸，並在離去前留下一隻怪物規模強至6.4的怪獸襲擊落單的奇可露。奇可露快被殺死之際，卡夫卡趕來相救。他冒著怪獸身分被發現的風險而變身成怪獸8號，展現匹敵怪獸等級9.8的史上最強戰力，一拳摧毀對手且化解危機，卡夫卡也沒有洩露怪獸身分。奇可露毫不意外地以首名通過考試，雷諾也順利加入防衛隊。卡夫卡雖然沒有通過考試，但被第3部隊副隊長——保科宗四郎——收為自己小隊的候補生。原來保科從卡夫卡身上感到有違和感，決定留他在身邊監察。

## 登場人物

### 主要人物
日比野卡夫卡／怪獸8號（聲：福西勝也、潘惠美（小學時期）（日本）；梁興昌（台灣）；陳漢祺、周恩恩（小學時期）（香港））
本作主角。32歲男性。防衛隊第3部隊的候補生→防衛隊第3部隊的隊員→防衛隊第1部隊的隊員（相模原討伐戰後）。解放戰力：0%（考核時）→1%（入隊2個月後）。
在民營公司從事清理怪獸屍體的職務。外表粗曠，性格細膩而溫柔善良，討厭被人當成大叔。與亞白米娜是青梅竹馬，幼年時彼此約定要成為防衛隊的隊員，視亞白為目標。不過在落選多次防衛隊考核後，早已放棄成為防衛隊隊員，並從事處理怪獸屍體的職業，但在雷諾的鼓勵下，重拾成為防衛隊隊員的夢想。雖然資質不佳，但長年處理怪獸屍體，有相當充分的怪獸知識。在處理怪獸屍體時與雷諾遭到餘獸襲擊，所幸亞白及時出現消滅餘獸。之後在受傷住院時意外吃下了一隻怪獸，因而獲得了變身成怪獸的能力。為了阻止怪獸10號在立川基地引爆餘獸，當眾變身成怪獸8號，雖成功阻止爆炸，但身分曝光，遭到防衛隊逮捕。在四之宮長官認可他作為戰力的價值後，將其調往第1部隊。
怪獸8號

亞白米娜（聲：瀨戶麻沙美（日本）；張乃文（台灣）；王慧珠（香港））
27歲女性，防衛隊第3部隊的隊長。解放戰力：96%（相模原討伐戰）。
卡夫卡的青梅竹馬，幼年時彼此約定要成為防衛隊的隊員，似乎很期待卡夫卡的成長。長相貌美，因而人氣在所有隊長之中也是數一數二的，並被大眾認為是師團長的候補人選。專用武器為重型狙擊「炮」，威力強大，適合應對大型怪獸。身旁伴有一隻老虎「伐虎」，因亞白使用的炮後座力很大，會在使用時在後方協助亞白承受後座力。
市川雷諾（聲：加藤涉（日本）；張立昂（台灣）；黃文軒（香港））
18歲男性，防衛隊第3部隊的隊員。解放戰力：8%（考核時）→18%（入隊2個月後）。
在清理怪獸屍體打工時成為日比野的後輩，之後兩人一起通過防衛隊的考核，成為防衛隊第3部隊的隊員，內心相當憧憬日比野前輩。親眼目睹卡夫卡在醫院變成怪獸8號，而成為最早得知怪獸8號真實身分的人。保科副隊長評價其具有成為隊長的資質。細胞分析顯示有可能成為最強武器6號的適任者。
四之宮奇可露（聲：菲魯茲·藍（日本）；楊詩穎（台灣）；余倩盈（香港））
16歲女性，防衛隊第3部隊的隊員→防衛隊第1部隊的隊長隨從。解放戰力：46%（考核時）→55%（入隊2個月後）。
被譽為史上第一天才的少女，加利福尼亞討伐大學的跳級畢業生，跟卡夫卡參加同期防衛隊考核。擁有小隊長級的實力，在第三部隊中實力僅次於隊長跟副隊長。父親是防衛隊的長官，母親則幼時便被怪獸所殺。因父親教育嚴苛，而對自己要求很高。在考核時遭遇怪獸9號，為了替其他考生爭取撤退時間，而留下來迎戰怪獸。在瀕死之際被怪獸8號救下，因而得知卡夫卡的真實身分，也對他產生好感，並在他拜託下答應保守秘密。之後以首席身分入隊，由於戰力僅次於米娜和保科兩位隊長級，因而破例被授予專用武器，為一把能發出衝擊波的巨斧。立川基地戰後，因第3部隊暫時解散，而被調往第1部隊。繼承母親成為武器4號的適任者，就伊丹長官的說法就好像看見當年的四之宮光一樣，但在後續的戰鬥中更正說法，稱她就和其父母親一模一樣。
保科宗四郎（聲：河西健吾（日本）；宋昱璁（台灣）；張振熙（香港））
男性，防衛隊第3部隊的副隊長。解放戰力：100%。
在日比野參加第二關考核時擔任主考官，並在日比野落選之後，以候補生的身分將他納入防衛隊第3部隊。出身於從室町時代延續下來的怪獸討伐隊一族，專用武器為兩把軍刀，擅長對付中小型怪獸。由於近年來怪獸體型越來越巨大，保科在針對巨大怪獸的槍械的解放戰力甚至連一般隊員都不如，在討伐上變得越來越吃力，因此長期被家人和長官勸退，直到被米娜邀請入隊才真正找到自己的歸宿。在相模原討伐戰時與怪獸8號交戰，一度將其逼入險境，後被其逃脫。相模原討伐戰結束後，推薦卡夫卡成為正式隊員。
接受了怪獸10號的提議，將其製成了兵器後成為了其適任者，在討伐怪獸11號時一開始一直無法提升與怪獸10號的契合度，完全解放戰力一直停留在83%，在怪獸10號的逼問下達到了目標一致，就是想享受揮刀帶來的樂趣，解放戰力飆升至100%。

### 日本防衛隊
與怪獸戰鬥的組織。分為四個師團，東方師團是第1、第2、第3、第4部隊，掌管關東地方與中部地方；西方師團為第5、第6、第7、第8部隊，掌管近畿地方、中國地方與四國地方；北方師團為第9、第10、第11、第12部隊，掌管東北地方與北海道；南方師團為第13、第14、第15、第16部隊，掌管九州地方與琉球群島。無論怪物的大小，戰鬥都以肉搏為主。隊員所穿的戰鬥服由怪物肌肉纖維構成，穿上後會緊貼身體，極大地增強運動體能，同時具有防禦盾和測量成員的生命指標等功能，戰力解放程度越高，增強效果會越大。防衛隊亦會使用從被制服的怪物身上獲得的材料製成的特殊武器，隊長和副隊長級成員更會獲得適合其個性的特殊裝備。

#### 第3部隊
古橋伊春（聲：新祐樹（日本）；江志倫（台灣）；黃尉斯（香港））
約20歲男性，防衛隊第3部隊的隊員，解放戰力：14%（考核時）→20%（入隊2個月後）。
八王子討伐高專首席畢業生，防衛隊考核時體力測驗為第3名，卡夫卡參加防衛隊考核的同期生。因嚮往亞白隊長，而以加入防衛隊為目標。在相模原討伐戰時與雷諾搭檔時，遭遇怪獸9號，在經歷一番苦戰後依舊不敵，在絕望之際，卡夫卡及時趕到，將怪獸9號打成重傷並擊退。
是屬於少見的爆發式解放型，平時解放率維持在20%左右，但必要時可爆發40%以上。
出雲陽一（聲：河本啟佑（日本）；李世揚（台灣）；蔡浩洋（香港））
約22歲男性，防衛隊第3部隊的隊員，解放戰力：18%（考核時）→25%（入隊2個月後）→36%（立川基地戰）。
東京討伐大學首席畢業生，防衛隊考核時體力測驗為第2名，卡夫卡參加防衛隊考核的同期生。因嚮往亞白隊長，而以加入防衛隊為目標，身份是國內最大的對怪獸兵器企業「出雲科技」的少爺，成為防衛隊隊員的原因多少受到家族影響。
神樂木葵（聲：武內駿輔（日本）；宋克軍（台灣）；梁駿宇（香港））
男性，防衛隊第3部隊的隊員，解放戰力：15%（考核時）→25%（入隊2個月後）。
前陸上自衛隊新星，防衛隊考核時體力測驗為第1名，卡夫卡參加防衛隊考核的同期生。因嚮往亞白隊長，而以成為防衛隊為目標。
水無瀨朱里（聲：稗田寧寧（日本）；張乃文（台灣）；李蔓宜（香港））
女性，防衛隊第3部隊的隊員。
五十嵐珀愛（聲：風間萬裕子（日本）；鍾明穎（香港））
女性，防衛隊第3部隊的隊員。
斑鳩亮（聲：古川慎（日本）；宋克軍（台灣）；李家傑（香港））
男性，防衛隊第3部隊的小隊長。相模原討伐戰時擔任雷諾與伊春的小隊長。
中之島多惠（聲：田村睦心（日本）；周恩恩（香港））
女性，防衛隊第3部隊的小隊長。相模原討伐戰時擔任出一與葵的小隊長。
小此木心美（聲：千本木彩花（日本）；楊詩穎（台灣）；張彩虹（香港））
戴眼鏡的女性，防衛隊第3部隊的技術人員。作戰時負責輔助前線人員。

#### 第1部隊
鳴海弦（聲：內山昂輝（日本）；江志倫（台灣））
防衛隊第1部隊的隊長，解放戰力：98%。負責帶領日本最強基幹部隊，全體隊員皆能解放40%以上戰力。專用武器為大型步槍（配有巨型刺刀）與隱形眼鏡（1號怪獸兵器）。雖然被稱為日本最強的對怪獸戰力，私底下卻是名死宅。具有一瞬間擊殺大型怪獸的能力。在四之宮長官對卡夫卡進行測試時，為防怪獸8號徹底失控，在一旁隨時準備介入戰鬥。
長谷川榮治（聲：安元洋貴）
防衛隊第1部隊的副隊長，也是在平時部隊的真正負責人，身高兩米以上，也是唯一能將進入死宅狀態的鳴海拖出來的人。專用武器為附帶了兩挺格林機槍的動力機械鎧。
東雲凜（聲：花澤香菜）
防衛隊第1部隊的小隊長。

#### 幹部・職員
四之宮功（聲：玄田哲章（日本）；宋克軍（台灣）；周鑫霆（香港））
防衛隊長官，奇可露的父親，因妻子被怪獸所殺，而對怪獸深惡痛絕。武器是以怪獸2號製作而成的識別怪獸兵器，是一對機械臂。曾被譽為防衛隊史上最強的男人，防衛隊中唯一能夠駕馭怪獸2號兵器的人。命令第3部隊移交怪獸8號，並關押至本部有明臨海基地。原定要處死怪獸8號，但在考慮第3部隊提交的報告，以及在女兒的請求下，轉而對8號展開實戰測試，意圖考驗卡夫卡能否控制住8號。雖然依舊認定卡夫卡已是怪獸的事實，但認為與其將8號製作成識別怪獸兵器，且冒着沒人能夠使用8號兵器的風險，還不如直接將8號本身投入戰力。於品川一戰與怪獸9號奮戰，但最終因為年紀增長、身體能力比全盛時期有所下降，加上9號的能力比想像中增長的還多而最終不敵，身體連同怪獸2號製成的兵器一同被9號所奪取而陣亡。
伊丹啟司（聲：菅生隆之（日本）；周學禮（台灣））
原防衛隊副長官，於四之宮功陣亡後接任成為新長官。
乃木坂十藏（聲：田中美央）

來棲彰（聲：鈴木崚汰）

### 怪獸
一種從遠古時代突然出現攻擊世界各地的巨大生物。怪獸可分為「本獸」和「餘獸」兩種，餘獸跟隨着本獸出現。每隻怪獸都會有一個類似地震災害等級的數字表達其強度，超過8級的個體會被定義為大怪獸，配上「號」來命名。大小不等，從一百米多到幾十厘米都有，會根據特性分為“真菌怪獸”、“翼龍類怪獸”等，個別怪獸死後會被防衛隊製成武器。故事開始前一共有七隻大型怪物被稱為編號怪獸，而怪獸8號成為了自衛隊成立以來第一個討伐失敗的個體。

#### 編號怪獸
怪獸8號（聲：福西勝也（日本）；梁興昌（台灣）；陳漢祺（香港））
卡夫卡的怪獸型態，目前被評定為自有紀錄以來史上第一隻最高等級的9.8級。具有一擊將6.4級怪獸秒殺的力量。是防衛隊成立以來，第一個未討伐成功的怪獸。對於怪獸有種詭異的獵殺本能，具備極強的感知能力，而且為了獵殺怪獸在本能作用下可發出許多不合乎常規型態的攻擊。在與四之宮長官的實戰測試中暴走，曾險些將功殺害，所幸卡夫卡及時恢復理智，並擊傷了8號的核而恢復意識。作為人類應對9號的最後手段，一直在修練自己的體能和格鬥技巧。
怪獸9號（聲：吉野裕行（日本）；李世揚（台灣）；李家傑（香港））
初次登場於防衛隊考核，並將奇可露擊倒的怪獸全數復活，強度等級為8.5。具有變成人類的能力，也是第一個被發現具有語言能力的怪獸，此外還擁有強大的恢復力、高度智力、強大的分析能力、展開結界屏障、壓縮身體發出衝擊波、製造怪獸屍體之牆，以及製造編號級怪獸的能力等。他的每次登場能力都會提升一大截，被認為是本作的最終Boss。
其後再次出現於相模原討伐戰現場，並打算抓捕雷諾等人以獲取情報，但被怪獸8號擊潰，然而在其將被討伐之際因防衛隊干涉而及時逃脫。
之後他第三次帶著大量螞蟻形狀的餘獸出現在品川區，分裂成α、β和本體三個身體，並表現出很高的智力，例如用兩個分身分散防衛隊注意，最後本體成功奪取四之宮功的身體連同怪獸2號的戰力，更繼承了功的記憶，完全了解現時防衛隊的戰力水平。現時於人類不可到達的深海區域中重整旗鼓。
在得到功的記憶後針對防衛隊製造了五隻編號怪獸，分別應對幾位重要戰力，並用多波的攻勢透支防衛隊的兵力，目的是像吞食四之宮功一樣將米娜吞食、獲取米娜的超高威力射擊能力。米娜被吞食期間看9號體內疑似藏身了數百隻怪獸。
怪獸10號（聲：三宅健太（日本）；宋克軍（台灣））
由9號創造出來的怪獸之一，人型獨角獨眼的怪獸，於第34話確定命名。首次出現便統領眾多6級的翼龍型本獸襲擊立川基地，初次探知為8.3級的頭領級怪獸。有堅固的甲殼，與怪獸9號一樣具有語言跟再生的能力。與9號不同，是喜好戰鬥的怪獸，尤其喜歡狩獵強者。
在即將被保科討伐之際，突然巨大化成9.0級大怪獸，眼睛長滿了全身，使宗四郎陷入苦戰。最終被及時返回的米娜討伐，臨死前將所有翼龍型本獸聚集為超大型炸彈，被怪獸8號拚死阻止。
死後核被防衛隊捕獲並局部修復，清醒後透露自己是由怪獸9號所製造，還表示自己不過只是個試作品，因此主動提出把自己製成編號武器，目標是為了對付之後必定會出現的完成品，但必須由保科宗四郎所用。
在防衛隊的改造下成功變成識別怪獸武器，並意外的保留了自我意識，是史上第一個具備思考意志的怪獸兵器。
怪獸1號
第一隻編號怪獸，擁有把生物訊息視覺化之能力，令其可預判對方之行動，所以其攻擊被稱為「不可迴避的攻擊」，死後視網膜被製成編號武器（平時僅使用眼睛的部分，但在必要時會連著戰鬥服一起使用），使用者為第一部隊隊長鳴海弦。及後鳴海弦為了超越四之宮功進一步開發1號的能力，通過全身的眼睛掌握電子的流向、溫度的變化和地形的情況達到真正的預知未來。
怪獸2號
1972年將札幌市破壞至瀕臨毀滅，第二個被賦予識別號碼的個體，後來被製作成四之宮功使用的戰鬥服與機械臂。作為識別怪獸兵器可以發出強烈的衝擊波和展開護盾。但隨後連帶功的身體一同被怪獸9號奪去。
怪獸4號
識別武器被四之宮光使用，估計與光的解放戰力為93%。光死後一直被封存，後來被奇可露繼承，奇可露在與15號戰鬥時解放戰力為超越光的94%。是唯一可以飛行的戰鬥服，特性是其無與倫比的速度。
怪獸6號
最早於第38話被提及，強度等級9.6，有率領本獸級別怪獸的能力，被稱為怪獸之王，於故事開始十年前，以其為中心造成群發災害，造成了兩百名以上防衛隊員及三名隊長犧牲，其中包含奇可露的母親四之宮光。已被製作成識別怪獸兵器，但因無適用者，很長時間處於封印中，之後由市川雷諾啟動。作為識別怪獸武器擁有冰凍周圍的能力，更可以操作浮空炮，在雷諾的操控下可以輕鬆應對8級的大怪獸。
怪獸11號
由9號創造出來的怪獸之一，是頭部像水滴型的怪獸，擁有言語能力和操縱水的能力，並擁有四之宮功的部分記憶，可以使用四宮功的戰鬥技巧，其能力相當克制鳴海，是專門製造出來打敗鳴海的。
怪獸12號
由9號創造出來的怪獸之一，人型雙角獨眼的怪獸，全身都是強韌的盔甲，手部可以化為劍刃進行戰鬥。外型上與怪獸10號相似，是超近戰特化型怪獸，但無論在速度、威力和戰鬥技巧都遠超過怪獸10號，可以說是10號的完成版。12號擁有強大的再生能力、模仿能力和戰鬥直覺，能使出連劍術高手宗四郎都難以應對的強大劍術，可以說是專門創造出來對付宗四郎。最後被解放戰力100%的宗四郎和10號的合作下擊敗。
怪獸13號
由9號創造出來的怪獸之一，外型與怪獸9號相似，強度為9.2級。喜歡跑步，能以跑步增速加強攻擊的威力。能輕鬆擊敗東雲小隊長和立花小隊長。後來被趕到的卡夫卡變身成怪獸8號所擊敗。
怪獸14號
由9號創造出來的怪獸之一，外型是有四張臉的石壁，從口中可以發出強力射線，飄浮在鬧市上空，可以瞬間移動，有強力的護盾。在被米娜擊敗後化身成傳送門將9號傳到米娜身邊。
怪獸15號
由9號創造出來的怪獸之一，外型與奇可露相似，視9號為爸爸，渴望被9號認可，但9號只是當其為殺死奇可露的工具。可以使用精神攻擊，具有相當的攻擊速度。一度用精神攻擊使奇可露失去戰意，但奇可露被遠處變身的卡夫卡喚醒，用隊式斧術6式達磨落十段擊敗。

#### 其他怪獸
八王子市本獸
去年出現在八王子市的本獸，後被捕獲用於防衛隊考核中。本已被奇可露討伐，但被怪獸9號復活並成為6.4級的本獸，一度將奇可露逼入絕境，最後被怪獸8號討伐。
翼龍系怪獸
每年會發現十隻左右，全部都單獨行動，但亦有在10號帶領下群體合作的特例。為防禦飛行時被射擊，正面與腹部的皮膚硬度偏高，但同時為了降低重量，背面只有最低程度的硬度。
土龍67型
自67年第一次出現後，以大約5年一次的頻率出現的怪獸。其中一隻被用作市川雷諾對6號武器的勝任測試。

## 宣傳
2020年12月3日晚上7時，集英社將宣傳片上傳至其官方YouTube頻道。同月4日至10日（即單行本第1卷發行首星期）每晚8時，在東京新宿大型顯示廣告螢幕YUNIKA VISION上播映廣告。
2022年2月3日，開設官方Twitter帳號。

## 出版書籍

### 漫畫
本篇
| 卷數 | 集英社        | 集英社                 | 玉皇朝         | 玉皇朝                                                            | 長鴻出版社                  | 長鴻出版社                                                                             | 柒海图书   | 柒海图书               | 封面人物             |
| 卷數 | 發售日期      | ISBN                   | 發售日期       | ISBN                                                              | 發售日期                    | ISBN / EAN                                                                             | 發售日期   | ISBN                   | 封面人物             |
| ---- | ------------- | ---------------------- | -------------- | ----------------------------------------------------------------- | --------------------------- | -------------------------------------------------------------------------------------- | ---------- | ---------------------- | -------------------- |
| 1    | 2020年12月4日 | ISBN 978-4-08-882525-0 | 2021年5月6日   | ISBN 978-988-8742-41-7                                            | 2021年7月28日               | ISBN 978-626-005-613-1 EAN 4713006544572（限定特裝版） EAN 4713006544565（紀念限定版） | 2022年1月  | ISBN 978-7-5586-2208-3 | 怪獸8號/日比野卡夫卡 |
| 2    | 2021年3月4日  | ISBN 978-4-08-882611-0 | 2021年6月1日   | ISBN 978-988-8742-42-4                                            | 2021年9月29日 2021年10月8日 | ISBN 978-626-005-952-1 EAN 4713006544800（紀念限定版）                                 | 2022年1月  | ISBN 978-7-5586-2208-3 | 市川雷諾             |
| 3    | 2021年6月4日  | ISBN 978-4-08-882671-4 | 2021年8月18日  | ISBN 978-988-8752-64-6（普通版） ISBN 978-988-8742-65-3（特別版） | 2021年12月1日               | ISBN 978-626-006-158-6                                                                 | 2022年11月 | ISBN 978-7-5586-2422-3 | 四之宮奇可露         |
| 4    | 2021年9月3日  | ISBN 978-4-08-882815-2 | 2021年10月29日 | ISBN 978-988-8742-92-9（普通版） ISBN 978-988-8742-91-2（特別版） | 2022年2月11日 2022年2月18日 | ISBN 978-626-006-282-8 EAN 4713006555103（特裝版）                                     | 2022年11月 | ISBN 978-7-5586-2422-3 | 保科宗四郎           |
| 5    | 2021年12月3日 | ISBN 978-4-08-882872-5 | 2022年1月22日  | ISBN 978-988-8783-32-8                                            | 2022年4月11日               | ISBN 978-626-006-566-9 EAN 4713006555332（特裝版A） EAN 4713006555349（特裝版B）       | 2022年11月 | ISBN 978-7-5586-2423-0 | 鳴海弦               |
| 6    | 2022年3月4日  | ISBN 978-4-08-883053-7 | 2022年4月12日  | ISBN 978-988-8783-34-8                                            | 2022年7月20日               | ISBN 978-626-006-777-9 EAN 4713006555479 （特裝版）                                    | 2022年11月 | ISBN 978-7-5586-2423-0 | 四之宮功             |
| 7    | 2022年7月4日  | ISBN 978-4-08-883170-1 | 2022年8月12日  | ISBN 978-988-8821-09-9                                            | 2022年10月19日              | ISBN 978-626-007-087-8 EAN 4713006555769 （特裝版）                                    | 2024年6月  | ISBN 978-7-5586-2945-7 | 古橋伊春             |
| 8    | 2022年11月4日 | ISBN 978-4-08-883305-7 | 2022年12月22日 | ISBN 978-988-8821-56-3                                            | 2023年3月15日               | ISBN 978-626-007-087-8 EAN 4713006556131 （特裝版）                                    | 2024年6月  | ISBN 978-7-5586-2945-7 | 怪獸8號/日比野卡夫卡 |
| 9    | 2023年3月3日  | ISBN 978-4-08-883443-6 | 2023年5月8日   | ISBN 978-988-8841-05-9                                            | 2023年10月12日              | ISBN 978-626-008-103-4 EAN 4713006557008 （豪華特裝版） EAN 4713006556995（特裝版）    | 2024年6月  | ISBN 978-7-5586-2946-4 | 市川雷諾             |
| 10   | 2023年8月4日  | ISBN 978-4-08-883613-3 | 2023年10月9日  | ISBN 978-988-8841-65-3                                            | 2024年1月31日               | ISBN 978-626-008-436-3 EAN 4713006557145 （特裝版A） EAN 4713006557152 （特裝版B）     | 2024年6月  | ISBN 978-7-5586-2946-4 | 四之宮琪歌露         |
| 11   | 2023年12月4日 | ISBN 978-4-08-883747-5 | 2024年2月7日   | ISBN 978-988-8873-49-4                                            | 2024年8月16日               | ISBN 978-626-008-955-9 EAN 4713006557619 （特裝版）                                    | 2024年6月  | ISBN 978-7-5586-3152-8 | 鳴海弦               |
| 12   | 2024年4月4日  | ISBN 978-4-08-883898-4 | 2024年6月14日  | ISBN 978-988-8886-03-6                                            | 2024年10月14日              | ISBN 978-626-009-213-9 EAN 4713006557886 （特裝版）                                    | 2024年6月  | ISBN 978-7-5586-3152-8 | 保科宗四郎           |
| 13   | 2024年7月4日  | ISBN 978-4-08-884160-1 | 2024年8月27日  | ISBN 978-988-8886-48-7                                            | 2025年2月6日                | ISBN 978-626-009-645-8 EAN 4713006558036 （特裝版）                                    |            |                        | 出雲陽一             |
| 14   | 2024年11月1日 | ISBN 978-4-08-884315-5 | 2024年12月28日 | ISBN 978-988-8908-31-8                                            |                             |                                                                                        |            |                        | 神樂木葵             |
| 15   | 2025年3月4日  | ISBN 978-4-08-884492-3 | 2025年5月21日  | ISBN 978-988-8908-83-7                                            |                             |                                                                                        |            |                        | 亞白米娜             |
| 16   | 2025年9月4日  | ISBN 978-4-08-884726-9 |                |                                                                   |                             |                                                                                        |            |                        |                      |

side B
| 卷數 | 集英社        | 集英社                 | 柒海图书 | 柒海图书               |
| 卷數 | 發售日期      | ISBN                   | 發售日期 | ISBN                   |
| ---- | ------------- | ---------------------- | -------- | ---------------------- |
| 1    | 2024年4月4日  | ISBN 978-4-08-884010-9 |          | ISBN 978-7-5729-2012-7 |
| 2    | 2024年10月4日 | ISBN 978-4-08-884271-4 |          | ISBN 978-7-5729-2012-7 |

### 小說
| 卷數 | 集英社 | 集英社        | 集英社                 |
| 卷數 | 副標題 | 發售日期      |                        |
| ---- | ------ | ------------- | ---------------------- |
| 1    |        | 2022年11月4日 | ISBN 978-4-08-703525-4 |

## 電視動畫
2022年8月5日凌晨0時，官方於Twitter宣布，本作確定動畫化。
第一期於2024年4月至6月播出。
2024年6月29日，宣布將製作動畫第二期。同年11月21日，官方宣布第一季內容將會在2025年3月28日製成總集篇、搭配上「保科的假日」於日本各大戲院上映。同年12月22日，官方公布第二季主視圖，並宣布第二季將於2025年7月播出。

## 迴響

### 閱覽次數、銷量
截至2020年10月連載至第15話，總閱覽次數達3,000萬次。截至2021年4月連載至第31話，總閱覽次數達1億次。截至2021年9月，總閱覽次數達1.5億次。以上數字均是少年Jump+史上最快的紀錄。截至2021年12月連載至第52話，總閱覽次數突破2億次。截至2022年7月，總閱覽次數突破3億次。
單行本第1卷在2020年12月4日發售，在當年開始發售的漫畫單行本第1卷中銷量排名第1。截至12月25日，含紙本再版和電子版，漫畫銷量超過43萬本。截至2021年3月4日第2卷發行當日，累積發行量超過100萬本。同年6月2日第3卷發行前，累積發行量（含電子版，下同）超過250萬本。6月14日，累積發行量超過300萬本。截至同年9月3日第4卷發行當日，累積發行量超過400萬本。以上銷量數字均是少年Jump+史上最快的紀錄。截至2021年12月，累積發行量超過550萬本。
少年Jump+總編輯細野修平於2021年8月接受訪問時稱，對於《怪獸8號》迅速走紅，他認為有受到少年Jump+之前《SPY×FAMILY間諜家家酒》等受歡迎的原創作品影響，令讀者對該平台的原創作品有所期待。

### 獎項
本作獲得漫畫大獎2021的提名，並獲得下一部人氣漫畫大賞2021網絡漫畫類別的第1位。在宮脇書店舉辦的Miyawaki Comic Awards（ミヤコミ）2021被遴選為該屆五部獲獎作品之一。

## 外部連結
- 漫畫連載網站 - 少年Jump+（日語）
- 漫畫連載網站 - MANGA Plus（英文）
- 怪獸8號的X（前Twitter）（日語）
- 動畫版官方網站（日語）